# Éditions Alain Moreau
Les Éditions Alain Moreau et Cie sont une maison d'édition française créée le 8 avril 1971 et radiée le 16 juin 2001.
Les Éditions Plus les publications universitaires de Paris Alain Moreau et Cie sont une maison d'édition créée le 10 décembre 1980 et radiée le 6 juin 2000.

## Historique
Les deux maisons d'édition portent le nom de leur fondateur Alain Moreau, « autodidacte au parcours professionnel et politique atypique ». Il a initialement pour associé Jean Picollec, qui finit par s'en séparer pour créer sa propre structure éditoriale en 1978.
L'équilibre financier de la maison d'édition repose initialement en grande partie sur La Pensée universelle, structure spécialisée dans l'édition à compte d'auteur : créée en 1970, également par Alain Moreau, elle est « la première société à compte d'auteur à caractère industriel ».
Les Éditions Alain Moreau se spécialisent dans la publication de documents d'actualités et d'enquêtes, comme Dossier F… comme fraude fiscale. 50 milliards de francs lourds par an, ils fraudent… nous payons de Christian de Brie et Pierre Charpentier (1975), B… comme barbouzes de Patrice Chairoff (1975) ou Comment arnaquer son banquier de Dominique Léonie (1987).
Ses ouvrages qui dénoncent « les grands scandales de la Ve République » font en son temps d'Alain Moreau « l'un des éditeurs les plus médiatiques de France ».
En 1977, il publie Chirac ou la Fringale du pouvoir, d'Henri Deligny.
En 1982, est publié Suicide, mode d'emploi : histoire, technique, actualité, de Claude Guillon et Yves le Bonniec, qui remporte un grand succès de vente (plus de 100 000 exemplaires écoulés). Cet ouvrage entraîne cependant de grands remous médiatiques et une longue procédure judiciaire, et finit par subir une interdiction à la vente en France.  
En 1983, les Éditions Alain Moreau publient L'affaire Papon, de Michel Slitinsky, avec une préface de Gilles Perrault. Maurice Papon tente aussitôt de faire interdire le livre et poursuit l'auteur, le préfacier et l'éditeur. L'ouvrage est saisi et retiré de la vente, la justice reprochant au préfacier le terme de « franc salaud » utilisé en évoquant la responsabilité de l'intéressé dans la déportation des Juifs de Bordeaux de 1942 à 1944.  
En 1984, une seconde édition de L'affaire Papon est publiée avec, en nouvelle préface, le rendu de justice qui a donné lieu à l'interdiction de la préface originale. Plus de 30 000 exemplaires sont vendus.  
Alain Moreau cesse ses activités éditoriales en 1990,.

## Suicide, mode d'emploiet Légion d'honneur
Le Journal officiel du 1er janvier 1995 annonce l'attribution de la Légion d'honneur à Alain Moreau sur le contingent du ministère de la Culture et de la Francophonie, alors dirigé par Jacques Toubon (toutefois le bénéficiaire s'est affirmé « convaincu que c'était sur intervention personnelle » de François Mitterrand, alors président de la République en cohabitation avec le gouvernement Édouard Balladur). De par cette parution, l'éditeur est officiellement « nommé » chevalier de la Légion d'honneur.
Cependant, en réponse à la question d'un sénateur de droite, Édouard Le Jeune, craignant de voir la Légion d'honneur « ternie » d'être ainsi accordée à celui qui a fait paraître Suicide, mode d'emploi, le ministère de la Culture met en avant, en mars, « un élément nouveau, postérieur aux décisions prises » : la comparution de l'éditeur et des auteurs devant la justice correctionnelle, dans le cadre d'une poursuite engagée après une réédition du livre en 1989. Sur cette base, le ministère demande au grand chancelier l'application de l'article 49 du code de la Légion d'honneur — qui prévoit, quand « l'intérêt de l'ordre » l'exige, une nouvelle vérification des qualifications du bénéficiaire — dans l'attente du jugement. Cette demande diffère la « réception » dans l'ordre, tant que la situation n'est pas clarifiée.
Finalement condamné, Alain Moreau tombe alors sous le coup de la disposition du même article du code qui prévoit qu'à défaut des qualifications requises « il peut être décidé par décret qu'il ne sera pas procédé à la réception ». C'est sous la signature de Jacques Chirac, successeur de François Mitterrand, que cette « non-réception » est énoncée par un décret non publié du 16 novembre 1995. De ce fait, Alain Moreau est dans une position particulière par rapport à l'ordre national de la Légion d'honneur.